# Nereilinum punctatum
Nereilinum punctatum är en ringmaskart som beskrevs av Nielsen 1965. Nereilinum punctatum ingår i släktet Nereilinum och familjen skäggmaskar. Inga underarter finns listade i Catalogue of Life.